# Jurij Bujda
Jurij Bujda (rusky: Юрий Васильевич Буйда) (* 29. srpna 1954, Znamensk, Kaliningradská oblast) je ruský spisovatel.

## Stručný životopis
Narodil se v osadě Znamensk (předtím Welau) v Kaliningradské oblasti v úřednické rodině. Po absolvování Kaliningradské univerzity zahájil strmou a úspěšnou kariéru v žurnalistice. Začal jako fotokorespondent v okresních novinách a v letech 1975-1991 působil v redakci oblastních komunistických novin, kde to posléze dotáhl až na post zástupce šéfredaktora.
Od roku 1991 bydlí v Moskvě, ve stejném roce začal publikovat svá prozaická díla. Je autorem románu Don Domino (Úzký výběr Ruský Booker, 1994 ) a knihy povídek Pruská nevěsta (malá prémie Apollonа Grigorievа a úzký výběr Ruský Booker, 1998). Jeho díla byla přeložena do mnoha jazyků - slovenštiny, němčiny, polštiny, finštiny, francouzštiny, japonštiny. V současné době pracuje jako redaktor vydavatelství Kommersant v Moskvě.
Jurij Bujda v povídce s názvem Veselá Gertruda pojednává o podivuhodném osudu ruského válečného zajatce v Německu, který se na konci života vrátí domů, aby se dozvěděl ze vzkazu zanechaném v knize o smutném osudu svých blízkých. Tématem povídky je hluboký a spletitý vztah mezi lidskou pamětí a podvědomím.

## Dílo
- 2015. Jurij Bujda "The Prussian Bride". (Eksmo, 2015). ISBN 9785699768431.
- 2015. Jurij Bujda "Paní v žlutém". (Eksmo, 2015). ISBN 978-5-699-79239-9.
- 2014. Jurij Bujda "Modrá krev". Vydavatelství Eksmo, 288 s., ISBN 9785699747108.
- 2014. Jurij Bujda "Zpráva pro mou paní levou ruku". Vydavatelství Eksmo, 288 s., ISBN 9785699707997.
- 2013. Jurij Bujda "Jed a med". Vydavatelství Eksmo, 288 s., ISBN 9785699695621.
- 2013. Jurij Bujda "Ermo". Vydavatelství Eksmo, 288 s. ISBN 9785699681679.
- 2013. Jurij Bujda "Lvi a lilie". Vydavatelství Eksmo, 448 s. ISBN 9785699660117.
- 2013. Jurij Bujda "Žungli". Vydavatelství Eksmo, 448 s, ISBN 9785699647002.
- 2013. Jurij Bujda "Don Domino". Vydavatelství Eksmo, 320 s, ISBN 9785699644599.
- 2013. Jurij Bujda "Lupič, špion a vrah". Vydavatelství Eksmo, 320 s, ISBN 9785699626076.
- 1999. Jurij Bujda "Pruská nevěsta". Vydavatelství Novoje literaturnoje obozrenije, 320 s, ISBN 5867930459.